# Касий Дионисий
Касий Дионисий (на латински: Cassius Dionysius, на гръцки: Διονύσιος Κάσσιος) e автор на земеделски трактати. Родом от Утика и живее през 2 век пр.н.е.
Той превежда на гръцки произведението на картагенския писател Магон.